# Simone Ercoli
Simone Ercoli (Italia, 5 de mayo de 1979) es un nadador italiano retirado especializado en pruebas de larga distancia en aguas abiertas, donde consiguió ser subcampeón mundial en 2002 en los 10 km en aguas abiertas.

## Carrera deportiva
En el Campeonato Mundial de Natación en Aguas Abiertas de 2002 celebrado en Sharm el-Sheij (Egipto), ganó la medalla de plata en los 10 km en aguas abiertas, con un tiempo de 1:49:34 segundos, tras el ruso Evgeni Koshkarov (oro con 1:49:30 segundos) y por delante de otro nadador ruso Vladimir Diachin (bronce con 1:49:35 segundos).